# بوئوتیا
بویوتیا (به یونانی باستان: Βοιωτία؛ به یونانی امروزی: Viotía؛ که در گذشته Cadmeis خوانده می‌شد)، یکی از شهرستان‌های یونان واقع در استان یونان مرکزی است. بویوتیا همچنین نام منطقه‌ای از یونان باستان بوده‌است. مرکز آن لیوادیا (به یونانی: Λιβαδειά) و بزرگترین شهر آن تب است.